# Evil Eye (Franz Ferdinand)
Evil Eye è un singolo del gruppo indie rock scozzese Franz Ferdinand, pubblicato nel 2013 ed estratto dall'album Right Thoughts, Right Words, Right Action.
La canzone è stata scritta da Alex Kapranos e Nick McCarthy.

## Tracce
- Evil Eye Remixes[1][2]

1. Evil Eye – 2:47
2. Evil Eye (Alan Braxe Remix) – 4:01
3. Evil Eye (Alan Braxe Dub) – 3:54
4. Evil Eye (The New Sins FREAK Version) – 6:15
5. Evil Eye (The New Sins FREAK Dub) – 5:50
6. Evil Eye (In Flagranti Rework) – 6:26

## Video
Il videoclip della canzone è stato diretto da Diane Martel e pubblicato l'8 settembre 2013. Esso può essere descritto come un pastiche horror.